# Хітайлов Максим Євгенійович
Макси́м Євге́нійович Хітайлов (7 жовтня 1997 — 18 лютого 2020) — солдат. Гранатометник 72-ї окремої механізованої бригади імені Чорних Запорожців Оперативного командування «Північ» Сухопутних військ Збройних сил України.

## Життєпис
Народився 7 жовтня 1997 року в селі Вирішальне Лохвицького району Полтавської області. У 2013 році закінчив 9 класів загальноосвітньої школи. У 2017 році закінчив Миргородський художньо-промисловий коледж ім. М.В. Гоголя Полтавського національного технічного університету ім. Юрія Кондратюка за спеціальністю технолог. У 2013 році він став переможцем конкурсу «Кришталева сова» Міністерства освіти України. Займався спортом.
З квітня 2019 року проходив військову службу за контрактом у лавах Збройних Сил України. Служив у 72-й окремій механізованій бригаді імені Чорних Запорожців Оперативного командування «Північ» Сухопутних військ Збройних Сил України (військова частина А2167, місто Біла Церква Київської області). Брав участь в операції об'єднаних сил на сході України.
18 лютого 2020 року загинув під час атаки збройних формувань Російської Федерації біля населеного пункту хутір Вільний, поблизу міста Золоте Попаснянського району Луганської області.

## Нагороди та вшанування
- Указом Президента України № 93/2020 від 18 березня 2020 року за «особисту мужність, виявлену у захисті державного суверенітету та територіальної цілісності України, самовіддане служіння Українському народу» нагороджений орденом «За мужність» III ступеня (посмертно)[13]